# Hacran Dias
Hacran Dias (Rio de Janeiro, 16 de maio de 1984) é um lutador brasileiro de artes marciais mistas, atualmente compete no peso-pena do Ultimate Fighting Championship.

## Background e treinamento
Hacran Dias faz parte da equipe da Nova União. Durante sua carreira, Dias já lutou na categoria dos Leves do Shooto Brasil e M-1 Challenge. Antes de entrar para o UFC, Dias acumulou o cartel de 20 vitórias, uma derrota, e um empate. Dias treina com o Campeão Peso Pena do UFC, José Aldo, o Campeão Interino do UFC Renan Barão e o veterano do Bellator Marlon Sandro.

## Carreira no MMA

### The Ultimate Fighter: Brasil
Em Janeiro de 2012 foi revelado que Dias foi um dos 300 candidatos à participar do The Ultimate Fighter: Brasil.

### Ultimate Fighting Championship
Em Abril foi anunciado que Dias não entrou para o reality, mas entrou para o UFC.
Em sua estreia no UFC, Dias enfrentou Iuri Alcântara em 23 de Junho de 2012 no UFC 147 e venceu por Decisão Unânime.
Dias era esperado para enfrentar Chad Mendes em 15 de Dezembro de 2012 no UFC on FX: Sotiropoulos vs. Pearson. Porém Dias se retirou da luta dias antes do evento, alegando uma lesão no ombro, e foi substituído por Yaotzin Meza.
Dias era esperado para enfrentar Manny Gamburyan em 18 de Maio de 2013 no UFC on FX: Belfort vs. Rockhold. Porém, Gamburyan se lesionou e foi obrigado a se retirar da luta com um lesão e foi substituído por Nik Lentz. Dias perdeu por Decisão Unânime.
Hacran era esperado para enfrentar o também brasileiro Rodrigo Damm em 9 de Outubro de 2013 no UFC Fight Night: Maia vs. Shields, porém, uma lesão tirou Damm do evento uma semana antes da luta, tirando também Hacran do card.
Hacran enfrentaria o japonês estreante na organização e veterano do Pride e DREAM Tatsuya Kawajiri em 4 de Janeiro de 2014 no UFC Fight Night: Saffiedine vs. Lim. Porém Hacran teve uma lesão nas mãos e teve de se retirar da luta.
Hacran enfrentou o ex-desafiante ao Cinturão Peso Pena, Ricardo Lamas no UFC Fight Night: Swanson vs. Stephens em 28 de Junho de 2014. Ele foi derrotado por decisão unânime.
Dias enfim conseguiu mais uma vitória no UFC, foi contra Darren Elkins em 20 de Dezembro de 2014 no UFC Fight Night: Machida vs. Dollaway por decisão unânime.
Hacran era esperado para enfrentar Chas Skelly em 27 de Junho de 2015 no UFC Fight Night: Machida vs. Romero. No entanto, Skelly se retirou do card por motivos desconhecidos e foi substituído por Levan Makashvili. Ele venceu a equilibrada luta por decisão dividida.

## Cartel no MMA
| Cartel no MMA   |             |            |
| 29 lutas        | 23 vitórias | 5 derrotas |
| Por nocaute     | 3           | 0          |
| Por finalização | 9           | 0          |
| Por decisão     | 11          | 5          |
| Empates         | 1           | 1          |

| Res.    | Cartel | Oponente                    | Método                           | Evento                                | Data       | Round | Tempo | Local               | Notas                            |
| ------- | ------ | --------------------------- | -------------------------------- | ------------------------------------- | ---------- | ----- | ----- | ------------------- | -------------------------------- |
| Derrota | 23-6-1 | Jared Gordon                | Decisão (unânime)                | UFC Fight Night: Brunson vs. Machida  | 28/10/2017 | 3     | 5:00  | São Paulo           |                                  |
| Derrota | 23-5-1 | Andre Fili                  | Decisão (unânime)                | UFC Fight Night: Lineker vs. Dodson   | 01/10/2016 | 3     | 5:00  | Portland, Oregon    | Luta em Peso Casado (148.5 lbs). |
| Derrota | 23-4-1 | Cub Swanson                 | Decisão (unânime)                | UFC on Fox: Teixeira vs. Evans        | 16/04/2016 | 3     | 5:00  | Tampa, Florida      |                                  |
| Vitória | 23-3-1 | Levan Makashvili            | Decisão (dividida)               | UFC Fight Night: Machida vs. Romero   | 27/06/2015 | 3     | 5:00  | Hollywood, Florida  |                                  |
| Vitória | 22-3-1 | Darren Elkins               | Decisão (unânime)                | UFC Fight Night: Machida vs. Dollaway | 20/12/2014 | 3     | 5:00  | Barueri             |                                  |
| Derrota | 21-3-1 | Ricardo Lamas               | Decisão (unânime)                | UFC Fight Night: Swanson vs. Stephens | 28/06/2014 | 3     | 5:00  | San Antonio, Texas  |                                  |
| Derrota | 21-2-1 | Nik Lentz                   | Decisão (unânime)                | UFC on FX: Belfort vs. Rockhold       | 18/05/2013 | 3     | 5:00  | Jaraguá do Sul      |                                  |
| Vitória | 21-1-1 | Iuri Alcântara              | Decisão (unânime)                | UFC 147: Silva vs. Franklins II       | 23/06/2012 | 3     | 5:00  | Belo Horizonte      | Estreia no UFC                   |
| Vitória | 20-1-1 | Paulo Dantas                | Finalização (triângulo de braço) | Shooto Brazil 27                      | 02/12/2011 | 2     | N/A   | Brasília            |                                  |
| Vitória | 19-1-1 | Eddie Hoch                  | Finalização (mata-leão)          | Shooto Brazil 25 - Fight for BOPE     | 25/08/2011 | 1     | 3:25  | Rio de Janeiro      |                                  |
| Vitória | 18-1-1 | Elieni Silva                | Decisão (unânime)                | Shooto Brazil 22                      | 01/04/2011 | 3     | 5:00  | Brasília            |                                  |
| Vitória | 17-1-1 | Arielson Silva              | Finalização (mata-leão)          | Shooto Brazil 21                      | 19/02/2011 | 1     | 3:17  | Rio de Janeiro      |                                  |
| Vitória | 16-1-1 | Cesario di Domenico         | Nocaute Técnico (socos)          | Shooto Brazil 17                      | 06/08/2010 | 2     | 3:07  | Rio de Janeiro      |                                  |
| Vitória | 15-1-1 | Cyldemar Cyldemar           | Nocaute Técnico (socos)          | Dojo Combat 1                         | 17/04/2010 | 1     | N/A   | Juiz de Fora        |                                  |
| Vitória | 14-1-1 | Cesar Augusto Cunha Dias    | Decisão (unânime)                | Brazil Fight                          | 13/03/2010 | 3     | 5:00  | Belo Horizonte      |                                  |
| Vitória | 13-1-1 | Sidney Lessa                | Finalização (mata-leão)          | Shooto Brazil 14                      | 28/11/2009 | 1     | 3:30  | Rio de Janeiro      |                                  |
| Derrota | 12-1-1 | Yui Chul Nam                | Decisão (unânime)                | M-1 Challenge 17                      | 04/07/2009 | 3     | 5:00  | Seul                |                                  |
| Vitória | 12-0-1 | Amirkhan Mazihov            | Finalização (mata-leão)          | M-1 Challenge 15                      | 09/05/2009 | 1     | 3:58  | São Paulo           |                                  |
| Vitória | 11-0-1 | Marcos Rodrigues dos Santos | Decisão (dividida)               | Santos Fight Festival                 | 06/12/2008 | 3     | 5:00  | Santos              |                                  |
| Vitória | 10-0-1 | Marcio Soares               | Decisão (dividida)               | WOCS 2                                | 25/09/2008 | 3     | 5:00  | Rio de Janeiro      |                                  |
| Vitória | 9-0-1  | Rodrigo Ruiz                | Decisão (unânime)                | Jungle Fight 11                       | 13/09/2008 | 3     | 5:00  | Rio de Janeiro      |                                  |
| Empate  | 8-0-1  | Takafumi Ito                | Empate                           | Pancrase - Shining 2                  | 26/03/2008 | 3     | 5:00  | Tóquio              |                                  |
| Vitória | 8-0    | Alan Nilson                 | Decisão                          | Mo Team League 2                      | 29/09/2007 | 3     | 5:00  | São Paulo           |                                  |
| Vitória | 7-0    | Willamy Freire              | Decisão (unânime)                | Shooto Brazil 3 - The Evolution       | 07/07/2007 | 3     | 5:00  | Rio de Janeiro      |                                  |
| Vitória | 6-0    | Leonardo Nogueira           | Finalização                      | Juiz de Fora Fight 4                  | 14/04/2007 | 2     | 0:55  | Juiz de Fora        |                                  |
| Vitória | 5-0    | Gustavo Careca              | Nocaute Técnico (cansaço)        | Shooto Brazil 2                       | 24/03/2007 | 1     | 5:00  | Rio de Janeiro      |                                  |
| Vitória | 4-0    | Ronirley Souza              | Decisão (unânime)                | MMA Kombat Espirito Santo             | 25/11/2006 | 3     | 5:00  | Vila Velha          |                                  |
| Vitória | 3-0    | Aldenir Paraiba             | Finalização (chave de braço)     | Juiz de Fora Fight 3                  | 08/04/2006 | 2     | N/A   | Juiz de Fora        |                                  |
| Vitória | 2-0    | Alex Cobra                  | Finalização (estrangulamento)    | Real Fight Combat                     | 13/08/2005 | 2     | N/A   | São José dos Campos |                                  |
| Vitória | 1-0    | Roberto Roberto             | Finalização (triângulo)          | Real Fight Combat                     | 13/08/2005 | 1     | N/A   | São José dos Campos |                                  |